# بخش واشینگتن (شهرستان پیکاوی، اوهایو)
بخش واشینگتن (به انگلیسی: Washington Township) یک منطقهٔ مسکونی در ایالات متحده آمریکا است که در شهرستان پیکوای، اوهایو واقع شده‌است.
 بخش واشینگتن ۶۲٫۷ کیلومتر مربع مساحت و ۲٬۹۵۱ نفر جمعیت دارد و ۲۳۶ متر بالاتر از سطح دریا واقع شده‌است.